# Pacto con el diablo
Pacto con el diablo is een album van Ángeles del Infierno.

## Inhoud
1. Maldito sea tu nombre
2. Rocker
3. Unidos por el rock
4. Esclavos de la noche
5. Sombras en la oscuridad
6. El principio del fin
7. Condenados a vivir
8. Sangre
9. No juegues con fuego
10. Es un pacto con el diablo